# 8 ربيع الأول
- السبت
- الأحد
- الاثنين
- الثلاثاء
- الأربعاء
- الخميس
- الجمعة

- 2731 أغسطس 2024
- 281 سبتمبر 2024
- 292 سبتمبر 2024
- 303 سبتمبر 2024
- 14 سبتمبر 2024
- 25 سبتمبر 2024
- 36 سبتمبر 2024
- 47 سبتمبر 2024
- 58 سبتمبر 2024
- 69 سبتمبر 2024
- 710 سبتمبر 2024
- 811 سبتمبر 2024
- 912 سبتمبر 2024
- 1013 سبتمبر 2024
- 1114 سبتمبر 2024
- 1215 سبتمبر 2024
- 1316 سبتمبر 2024
- 1417 سبتمبر 2024
- 1518 سبتمبر 2024
- 1619 سبتمبر 2024
- 1720 سبتمبر 2024
- 1821 سبتمبر 2024
- 1922 سبتمبر 2024
- 2023 سبتمبر 2024
- 2124 سبتمبر 2024
- 2225 سبتمبر 2024
- 2326 سبتمبر 2024
- 2427 سبتمبر 2024
- 2528 سبتمبر 2024
- 2629 سبتمبر 2024
- 2730 سبتمبر 2024
- 281 أكتوبر 2024
- 292 أكتوبر 2024
- 303 أكتوبر 2024
- 14 أكتوبر 2024

8 ربيع الأوَّل أو 8 ربيع الأنوار أو يوم 8 \ 3 (اليوم الثامن من الشهر الثالث) هو اليوم السابع والستين من أيَّام السنة (أو الثامن والستين لو كان شهر صفر مُتممًا لليوم الثلاثين) وفق التقويم الهجري القمري (العربي). يبقى بعده 287 أو 288 يومًا لانتهاء السنة.

## أحداث
- 1هـ - وصول الرسول محمد إلى قباء ووضعه حجر الأساس لأول مسجد في الإسلام، وهو مسجد قباء.
- 273هـ - المنذر بن محمد بن عبد الرحمن يتولى الإمارة في الأندلس بعد وفاة والده.
- 1089هـ - السلطان العثماني محمد الرابع يبدأ حملته السلطانية الأولى على روسيا، وكانت تلك الحملة الأولى لسلطان عثماني على روسيا، حيث كان يقوم بهذه المهمة في السابق خان القرم.
- 1307هـ - مصطفى كامل يؤسس جريدة المؤيد، وظلت الجريدة من أعظم الجرائد في العالم الإسلامي حتى اختفت.
- 1335هـ - حكومة السودان تعلن ضم سلطنة دارفور الإسلامية إليها بعد مقتل سلطان دارفور علي دينار.
- 1340هـ - فرنسا تطبق قواعد جديدة للجنسية بتونس تجيز فيها سحب الجنسية التونسية من بعض المواطنين.
- 1375هـ - بدء هيئة الأمم المتحدة عملها رسميًّا بعد أن وقّعت 51 دولة على ميثاق الأمم المتحدة، كان من بينها من البلدان العربية مصر والعراق وسوريا ولبنان والمملكة العربية السعودية.
- 1365هـ -
  - وقوع حادثة كوبري عباس حيث خرج آلاف الطلاب في مظاهرة من جامعة الملك فؤاد الأول إلى قصر عابدين للمطالبة بجلاء الإنجليز وقطع المفاوضات، وقامت الشرطة المصرية بفتح «كوبري عباس» بأمر من رئيس الوزراء وزير الداخلية محمود فهمي النقراشي عندما كان يمر من فوقه الطلبة، وأدى ذلك إلى تساقطهم في نهر النيل ووفاتهم غرقًا وإلقاء القبض على من نجى منهم.
  - وفاة رئيس الديوان الملكي في مصر أحمد حسنين باشا وذلك نتيجة حادث سيارة فوق كوبري قصر النيل.
- 1393هـ - إسرائيل تغتيال كمال ناصر وكمال عدوان وأبو يوسف النجار فيما عرف باسم عملية فردان.
- 1400هـ - الرئيس المصري محمد أنور السادات يبلغ هيئة الأمم المتحدة بشكل رسمي إنهاء حالة العداء بين مصر وإسرائيل.
- 1404هـ - متطرفون يفجرون ستة عبوات ناسفة في الكويت وفشل تفجير سابعة بعد إبطال مفعولها، وقد وقعت الانفجارات في السفارة الأمريكية والسفارة الفرنسية وفي مطار الكويت الدولي وانفجارين بالقرب من سكن فنيين أمريكيين في منطقة البدع ومنطقة الشعيبة الصناعية، وانفجار في مركز مراقبة التحكم التابعة لوزارة الكهرباء والماء، وأدت الانفجارات إلى مقتل أربعة أشخاص وجرح 62 آخرين، وقد تبنت «منظمة الجهاد الإسلامي» مسؤوليتها عن هذه الانفجارات.
- 1411هـ - الرئيس الجزائري الأسبق أحمد بن بلة يعود للجزائر بعد 9 سنوات في المنفى.
- 1415هـ - إلقاء القبض على الإرهابي الدولي كارلوس الثعلب في السودان.
- 1421هـ - مجلس الشعب السوري يصوت على تعديل الدستور من أجل انتخاب بشار الأسد رئيسًا لسوريا وذلك بعد الإعلان عن وفاه الرئيس حافظ الأسد.
- 1426هـ - فوز محمد علي طلعت، المؤيد لإعادة توحيد شطري جزيرة قبرص، في الانتخابات الرئاسية بجمهورية شمال قبرص، متفوقًا على منافسه «درويش إيراوجلو». ويخلف بذلك طلعت «رؤوف دنكطاش» الذي تقاعد بعد أكثر من 30 عامًا من رئاسة الجمهورية التي أعلنها القبارصة الأتراك في شمال الجزيرة.
- 1428هـ - إجراء استفتاء تعديل الدستور في مصر وذلك لإدخال تعديلات شملت حذف الإشارات إلى النظام الاشتراكي للدولة، ووضع الأساس الدستوري لقانون الإرهاب.
- 1430هـ - المحكمة الجنائية الدولية تصدر مذكرة توقيف بحق الرئيس السوداني عمر البشير بتهمة ارتكاب جرائم حرب وجرائم ضد الإنسانية في إقليم دارفور.
- 1432هـ -
  - تنحي الرئيس محمد حسنى مبارك عن الحكم في مصر بعد قيام الثورة على نظامه الحاكم في مصر منذ عقود.
  - اندلاع ثورة الشباب اليمنية وانطلاق ما يسمى بالانتفاضة اليمنية ضد حكم الرئيس علي عبد الله صالح.
- 1437هـ - مقتل سمير القنطار، الذي لُقِّب «عميد الأسرى اللُبنانيين في السُجون الإسرائيليَّة» في غارةٍ جويَّة إسرائيليَّة، وفق ما ورد في تصريحات حزب الله والإعلام السوري، على بلدة جرمانا في ضواحي دمشق.
- 1438هـ -
  - تحطم طائرة تابعة للخطوط الجوية الدولية الباكستانية رحلة رقم 661 أدى إلى وفاة جميع من كان على متنها والبالغ عددهم 47 شخصاً.
  - وفاة 97 شخصاً وإصابة 1,270 آخرين على الأقل جراء زلزال ضرب إقليم آتشيه شمال غرب إندونيسيا.
- 1439هـ - السُلطات الإندونيسيَّة تُعلن حالة الطوارئ في جزيرة بالي وتأمر بإجلاء 100,000 نسمة من مُحيط بُركان جبل آغونغ الذي بدأ بالاشتعال والثوران.
- 1440هـ - السُلطات اليابانيَّة تعتقل رئيس تحالف رينو-نيسان كارلوس غصن لِلتحقيق معه بشأن تُهمٍ تتعلَّق بِالفساد المالي والإداري.
- 1441هـ - توقيع اتفاق الرياض بين الحكومة اليمنية و‌المجلس الانتقالي الجنوبي، الذي يُمهد لعودة مؤسسات الدولة اليمنية إلى عدن، ويضع حدًا للصدام العسكري بين الطرفين.

## مواليد
- 1314هـ - صالح عبد الحي، مطرب مصري.
- 1329هـ - أحمد حسين، سياسي مصري.
- 1335هـ - زينب محمد الغزالي الجبيلي، إحدى رائدات الأخوات المسلمات.
- 1372هـ - عمران خان، لاعب كريكت وسياسي باكستاني.
- 1385هـ - غادة عبد الرازق، ممثلة مصرية.
- 1390هـ - خلف حمود الخطيمي، شاعر كويتي.
- 1395هـ - حميد مراد، ممثل بحريني.
- 1397هـ - عبدالمحسن القفاص، ممثل ومخرج كويتي.
- 1400هـ - رامي عياش، مغني لبناني.

## وفيات
- 260هـ - الحسن العسكري، عالم مسلم والإمام الحادي عشر للشيعة الاثنا عشرية.
- 620هـ - فخر الدين الأزجي، عالم مسلم وفقيه حنبلي وشاعر عربي عراقي.
- 1066 هـ - ابن يعقوب المكي، فقيه وشاعر وكاتب حجازي.
- 1320هـ - عبد الرحمن الكواكبي، مفكر وعلامة سوري.
- 1359هـ - عبد الحميد بن باديس، زعيم حركة الإصلاح في الجزائر في النصف الأول من القرن الرابع عشر الهجري، وأول رئيس لجمعية العلماء بالجزائر.
- 1365هـ - أحمد حسنين باشا، رئيس الديوان الملكي في مصر.
- 1374هـ - بن عبد المالك رمضان، ثائر جزائري.
- 1375هـ - محمد سليم الجندي، لغوي ومدرّس وشاعر سوري.
- 1393هـ -
  - كمال ناصر، شاعر ومناضل فلسطيني.
  - كمال عدوان، سياسي فلسطيني.
  - أبو يوسف النجار، سياسي فلسطيني.
- 1403هـ - ملك الجمل، ممثلة مصرية.
- 1409هـ - عدنان مردم بك، محامي وكاتب مسرحي وشاعر سوري.
- 1421هـ - حافظ الأسد، رئيس الجمهورية العربية السورية.
- 1430هـ - سلوى القطريب، مغنية وممثلة لبنانية.
- 1433هـ - سهير الباروني، ممثلة مصرية.
- 1434هـ -
  - وحيد سيف، ممثل مصري.
  - نبيل الهجرسي، ممثل مصري.
  - عبد الرحيم الكومري، عداء مغربي.
- 1437هـ - سمير القنطار، عميد الأسرى اللبنانيين في السجون الإسرائيلية.
- 1441هـ - محمد علي بن هاشم العلي، فقيه جعفري ومدرس ديني وشاعر سعودي.

## وصلات خارجية
- موقع قصة الإسلام: حدث في شهر ربيع الأوَّل.